# Bluewater, Arizona
Bluewater är en ort i La Paz County i delstaten Arizona, USA.
På andra sidan Coloradofloden ligger orten Bluewater i delstaten Kalifornien.